# La Traviata (1982)
La Traviata ist ein italienischer Film aus dem Jahr 1982, der von Franco Zeffirelli geschrieben, gestaltet und inszeniert wurde. Er basiert auf der 1853 uraufgeführten gleichnamigen Oper von Giuseppe Verdi (Musik) und Francesco Maria Piave (Libretto).

## Handlung
In der Pariser Wohnung der Kurtisanen Violetta Valéry sind Gläubiger, Gutachter und Umzugshelfer damit beschäftigt, Kunstwerke und Möbel aus der Wohnung zu tragen. Die geschwächte Violetta streift ebenfalls durch die Räume und erinnert sich an glücklichere Zeiten.
Auf einem rauschenden Fest zur Feier ihrer Genesung trifft Violetta auf den jungen Adligen Alfredo Germont, der sie schon lange verehrt. Als Violetta schwindlig wird und sie sich in ihr Schlafzimmer zurückzieht, folgt Alfredo ihr und gesteht ihr seine Liebe. Violetta weist ihn zunächst zurück, gibt ihm jedoch schließlich eine Kamelie, die er zurückbringen soll, sobald sie verwelkt ist. Er verspricht, sie am nächsten Tag zu besuchen.
Drei Monate später leben Violetta und Alfredo gemeinsam in einem Landhaus vor Paris. Das Paar ist glücklich, Alfredo findet jedoch heraus, dass Violetta heimlich ihre Besitztümer verkaufen lässt, um den Lebensstil der beiden zu finanzieren, woraufhin er nach Paris aufbricht, um dort Geld zu beschaffen. Während Alfredos Abwesenheit trifft sein Vater Giorgio ein und fordert Violetta auf, die Beziehung mit Alfredo zu beenden, da er befürchtet, dass sich deren Ruf negativ auf die Eheaussichten seiner Tochter auswirken könnte. Violetta erklärt ihre Liebe zu Alfredo, akzeptiert jedoch.
Als Alfredo heimkehrt, ist Violetta gerade dabei, einen Abschiedsbrief an ihn zu schreiben. Sie versichert ihm nochmals ihre Liebe und fährt davon. Als Alfredo den Abschiedsbrief erhält, geht er davon aus, dass Barone Douphol der Grund ist, weshalb Violetta ihn verlassen hat. Auch findet er eine Einladung von Flora Bervoix und bricht zu deren Fest auf, da er weiß, dass er Violetta dort finden wird.
Violetta besucht das Fest gemeinsam mit Barone Douphol, auch Alfredo trifft ein. Am Kartentisch gewinnt er große Summen von Douphol. Als die Gesellschaft ins Esszimmer geht, bittet Violetta Alfredo, zu gehen. Er fordert sie auf, ihre Liebe zu Douphol zu gestehen. Als sie dies tut, erniedrigt er Violetta vor den anderen Gästen und wirft sein gewonnenes Geld auf sie als Bezahlung für ihre „Dienste“ als sie zusammen gelebt hatten. Flora und die anderen Damen begleiten Violetta aus dem Raum, diese dreht sich jedoch noch einmal zu Alfredo um und erklärt ihm, dass er sich nicht vorstellen kann, wie groß ihre Liebe zu ihm ist.
Zurück in Violettas Wohnung erklärt Dr. Grenvil, dass sich Violettas Gesundheitszustand stark verschlechtert hat und sie nicht mehr lang zu leben hat. Giorgio sendet Violetta einen Brief, in dem er erklärt, dass er Alfredo die Wahrheit über Violettas Opfer eröffnet hat. Alfredo kommt herein und schlägt vor, gemeinsam Paris zu verlassen, Violetta weiß jedoch, dass sie nicht mehr lang zu leben hat. Auch Giorgio erscheint und bittet um Vergebung. Violetta übergibt Alfredo ein Medaillon mit ihrem Bild und bittet ihn, sich an sie zu erinnern, fordert ihn jedoch auch auf, zu heiraten, sollte er sich erneut verlieben. Kurz fühlt sie ihre Kräfte zurückkehren, dann fällt sie tot zu Boden.

## Produktion
Zeffirelli hatte bereits zuvor Opern fürs Kino verfilmt. Bereits ab den 1950ern hatte er eine Verfilmung von La Traviata mit Maria Callas als Violetta geplant, diese lehnte jedoch ab. Stattdessen wurden Teresa Stratas und Plácido Domingo für die Hauptrollen verpflichtet.
Die Musik der Oper wurde vom Metropolitan Opera Orchestra unter der Leitung von James Levine eingespielt. Nebencharaktere und Statisten wurden ebenfalls von Mitgliedern der Metropolitan Opera gesungen. So wurde beispielsweise die Rolle des Gastone schauspielerisch von Maurizio Barbacini dargestellt, die Partie jedoch von Charles Anthony gesungen.
Veröffentlicht wurde der Film am 10. Dezember 1982. Der Kinostart in den USA erfolgte am 22. April 1983, in Westdeutschland war er ab dem 7. Oktober 1983 zu sehen. Insgesamt spielte der Film $3.783.329 ein.

## Auszeichnungen
Nastro d’Argento 1983
- Auszeichnung in der Kategorie Beste Kamera
- Auszeichnung in der Kategorie Bestes Bühnenbild
- Auszeichnung in der Kategorie Beste Kostüme

Golden Globes 1983
- Nominierung in der Kategorie Bester fremdsprachiger Film

Oscars 1983
- Nominierung in der Kategorie Bestes Szenenbild
- Nominierung in der Kategorie Bestes Kostümdesign

BAFTA Awards 1984
- Auszeichnung in der Kategorie Bestes Szenenbild
- Auszeichnung in der Kategorie Beste Kostüme
- Nominierung in der Kategorie Bester Ton
- Nominierung in der Kategorie Bester nicht-englischsprachiger Film

Grammy Awards 1984
- Auszeichnung mit dem Grammy Award for Best Opera Recording